# Savo Milošević
Savo Milošević (en serbi: Саво Милошевић; nascut a Bijeljina, Bòsnia i Hercegovina, el 2 de setembre de 1973) és un exfutbolista serbi, que ocupava la posició de davanter.

## Trajectòria

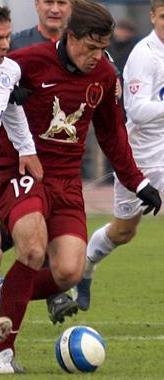
FK Rubin Kazan (2008)

Va iniciar la seua carrera al modest FK Podrinje Janja. A la tardor de 1987, la selecció iugoslava sub-21 va acudir a Bijeljina per a entrenar-se i va pactar un encontre contra el Podrinje. Gairebé al final de l'encontre, Milošević, amb només 14 anys, va eixir al terreny de joc, tot realitzant una gran actuació que va impressionar els membres del combinat nacional. Prompte, va ser seleccionat per a la sub-17 i fitxa pel Partizan de Belgrad.
Al club de la capital hi comença a destacar, cridant l'atenció de conjunts de la resta d'Europa. Després d'aconseguir 78 dianes en 98 partits, el 1995 recala a l'Aston Villa FC de la Premier League, per 3,5 milions de lliures. Hi va romandre tres temporades a Birmingham, on va marcar 28 gols en 91 partits. Hi va marcar a la final de la Copa de la Lliga de 1996, en la qual l'Aston Villa derrotà el Leeds United.
L'estiu de 1998 fitxa pel Reial Saragossa, de la primera divisió espanyola. Al conjunt aragonès hi marca 38 gols en 72 partits, esdevenint un dels davanters més importants de la competició, especialment a la lliga 99/00, en la qual el Zaragoza va optar al títol regular. Les seues bones xifres possibiliten que marxa a l'AC Parma el 2000, per 16 milions de lliures.
Al quadre italià, però, no gaudeix d'eixa continuïtat, no aportant tant de gol com s'esperava d'un jugador d'eixe valor. El gener del 2002, hi retorna al Zaragoza en qualitat de cedit. A l'any següent fitxa pel RCD Espanyol, i la temporada 03/04, és cedit al Celta de Vigo, l'any en què el quadre gallec debuta a la Champions League.
El juliol del 2004 signa amb un altre equip de la primera divisió, el CA Osasuna. Hi passa tres anys amb l'equip navarrés, on marca 21 gols en 82 partits, una minva golejadora fruit del seu canvi d'estil de joc, més centrat a assistir a altres davanters.
Després de finalitzar la campanya 06/07, el serbi va negociar la seua incorporació al Toronto FC de la MLS, però al final no va quallar l'acord, tot i que va arribar a estar a prova al mes d'octubre. Al març del 2008 anuncia el seu fitxatge pel conjunt rus del Rubin Kazan. Un gol seu al novembre del 2008, contra el Saturn Ramenskoe, va atorgar al Rubin el primer títol de la seua història.

## Selecció
Milošević és el màxim golejador de la història de la selecció de Sèrbia. Hi va jugar amb la llavors Iugoslàvia la Copa del Món de 1998 i l'Eurocopa de 2000. En aquest darrer torneig va ser màxim golejador, amb cinc dianes, tot i que compartit amb el neerlandès Patrick Kluivert.
El 16 de juny de 2006 va disputar el seu partit número 100 amb el combinat serbi (en eixe moment, Sèrbia i Montenegro), dins del Mundial de 2006. Després de la cita mundialista, va anunciar la seua retirada de l'equip nacional.
Tot i això, va ser convocat el 19 de novembre de 2008 per disputar un amistós contra Bulgària, sent el seu primer encontre amb la selecció sota el nom de Sèrbia. En eixe partit, que els balcànics guanyaren 6 a 1, Milosevic anotà dos gols.

## Palmarès
- Lliga Iugoslava: 1994, 1995
- Copa Iugoslava: 1994
- Copa de la Lliga: 1996
- Lliga de Rússia: 2008

### Individuals
- Màxim golejador de la lliga iugoslava: 1994, 1995
- Eurocopa 2000: Màxim golejador i Presència en l'Equip del Torneig